# This Is Danko Jones
This Is Danko Jones es un álbum recopilatorio de la banda canadiense de hard rock Danko Jones, publicado el 7 de abril únicamente en Canadá.

## Lista de canciones
| N.º   | Título                      | Duración |  |
| 1.    | «Bounce»                    | 3:06     |  |
| 2.    | «Sugar High»                | 3:37     |  |
| 3.    | «Lovercall»                 | 2:52     |  |
| 4.    | «I Love Living In The City» | 3:22     |  |
| 5.    | «Dance»                     | 3:28     |  |
| 6.    | «Forget My Name»            | 2:53     |  |
| 7.    | «Invisible»                 | 3:25     |  |
| 8.    | «Don’t Fall In Love»        | 3:24     |  |
| 9.    | «First Date»                | 3:12     |  |
| 10.   | «Code Of The Road»          | 2:58     |  |
| 11.   | «Take Me Home»              | 3:32     |  |
| 12.   | «Baby Hates Me»             | 3:28     |  |
| 13.   | «Sound Of Love»             | 3:50     |  |
| 14.   | «King Of Magazines»         | 3:19     |  |
| 15.   | «Cadillac»                  | 2:10     |  |
| 48:35 |                             |          |  |